# Bitwa pod El Agheila
Bitwa pod El Agheila – seria starć stoczonych podczas kampanii afrykańskiej II wojny światowej w rejonie libijskiego miasta El Agheila w grudniu 1942 r. pomiędzy siłami brytyjskiej 8 Armii gen. Bernarda Montgomery’ego a niemiecko-włoską Afrika Korps feldmarszałka Erwina Rommla, podczas długiego odwrotu wojsk Osi spod El Alamein do Tunisu. Zakończyła się wznowieniem odwrotu Niemców i Włochów w kierunku Tunezji, gdzie już trwały walki z Amerykanami od rozpoczęcia operacji Torch w listopadzie.

## Tło sytuacyjne

Obszar odwrotu wojsk Rommla z El Alamein do El Agheila, 4–23 listopada 1942 r.

4 listopada 1942 r. Rommel postanowił zakończyć II bitwę pod El Alamein i wycofać się na zachód w kierunku Libii. W ten sposób przeciwstawił się rozkazom Adolfa Hitlera, aby „wytrwać do ostatniego”, chcąc uratować resztę swoich sił przed zniszczeniem. Afrika Korps dotarła do wioski Fuka następnego dnia. Siły włoskie przybyły wcześniej, wycofując się z El Alamein w dniach 3–4 listopada i tworząc nową linię obronną. Włosi wznowili jednak odwrót tego samego dnia po ataku aliantów, a Niemcy poszli w ich ślady. Montgomery odesłał na tyły niektóre ze swoich formacji po ich wysiłkach w El Alamein, wysuwając na czoło pościgu 4 Lekką Brygadę Pancerną.
Deszcz po południu 6 listopada przeszkodził brytyjskim działaniom pościgowym, gdy siły Osi kontynuowały wycofywanie się, a następnego dnia w Mersa Matruh ustanowiono nową linię obrony, około 180 km na zachód od El Alamein. Rommel otrzymał od Hitlera ostrzeżenie o spodziewanym lądowaniu aliantów pomiędzy Tobrukiem a Bengazi, ale 8 listopada okazało się, że przypuszczenia te były błędne. W Maroku i Algierii miały miejsce angloamerykańskie desanty z morza pod kryptonimem Torch. Wschodnia Grupa Zadaniowa, skierowana do Algieru, wylądowała w sile 20 tys. żołnierzy i ruszyła na wschód na spotkanie z Rommlem. Z perspektywą dużej siły alianckiej za swoimi plecami, postanowił wycofać się jednym ruchem do El Agheila.

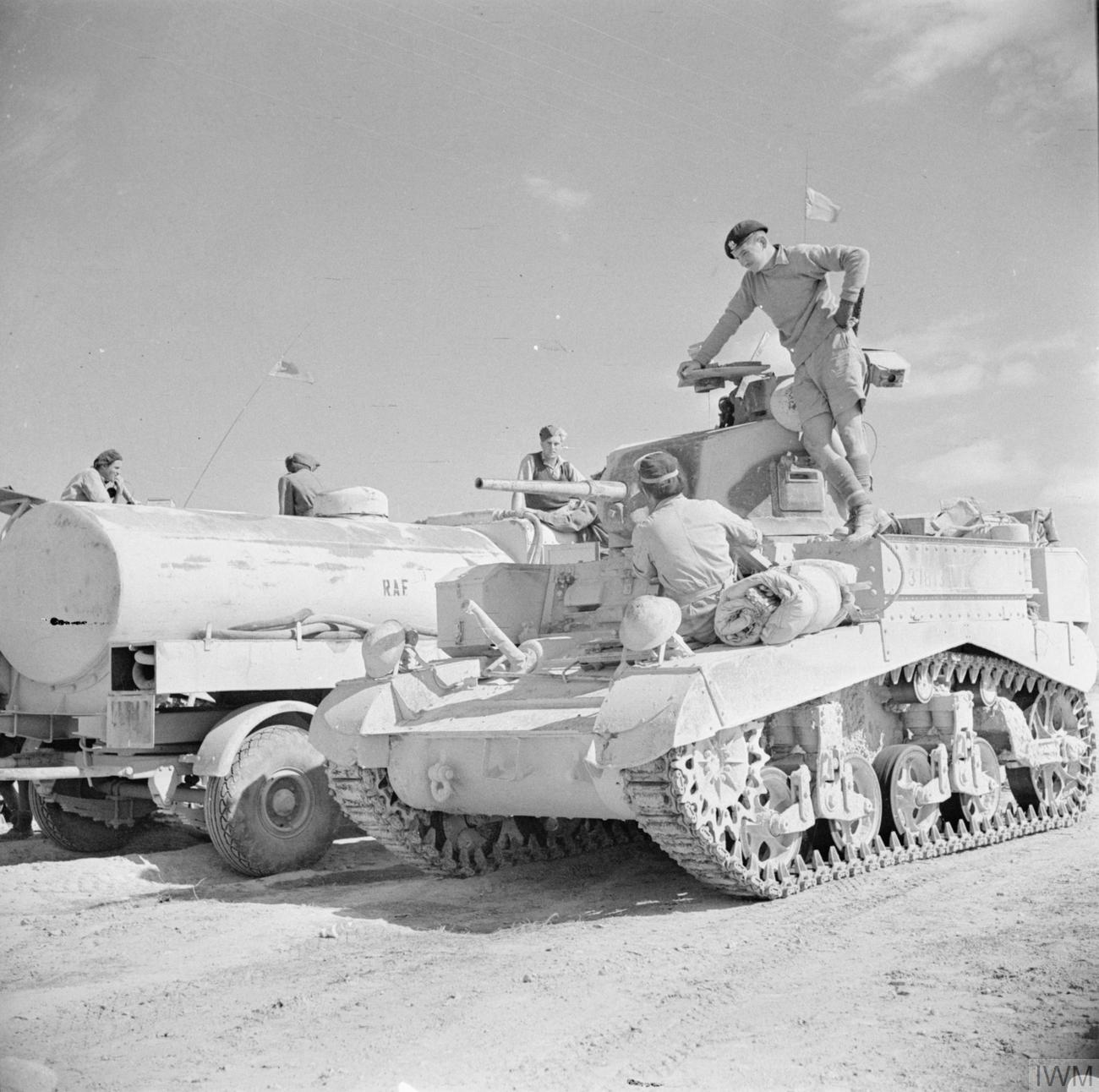
Czołg M3 Stuart tankowany z cysterny RAF-u na lotnisku pod Sidi Barrani, 15 listopada 1942

Siły Osi wycofały się z Sidi Barrani 9 listopada, a z przełęczy Halfaya na granicy libijsko-egipskiej, ostatniej pozycji w Egipcie, 11 listopada. Cyrenajka została porzucona bez stawienia poważnego oporu. Rommel chciał uratować 9 100 ton sprzętu pozostawionego w Tobruku, ale wpadł on w ręce Brytyjczyków 13 listopada. Próba Montgomery’ego, by złapać garnizon Tobruku przez manewr okrążający w kierunku Acromy nie powiodła się, a garnizon wycofał się wzdłuż Via Balbia w kierunku Bengazi z niewielkimi stratami. Derna i lotnisko w Martubie zostały zdobyte 15 listopada. RAF szybko zorganizował lotnisko na swoje potrzeby, aby zapewnić osłonę powietrzną konwojowi maltańskiemu 18 listopada. Siły Osi wycofały się na odległość 640 km w ciągu dziesięciu dni.

Pomimo znaczenia portu w Bengazi dla łańcucha dostaw zaopatrzenia sił Osi, Rommel opuścił go, aby uniknąć powtórki katastrofalnego oblężenia, jakiego doznali Włosi podczas bitwy pod Beda Fomm w lutym 1941 r. Rommel nakazał rozbiórkę obiektów portowych w Bengazi, opisując to później: 

W Bengazi zniszczyliśmy obiekty portowe i platformy, a ludność cywilną ogarnął chaos w tym nieszczęśliwym mieście.

Bengazi zostało zajęte przez Brytyjczyków 20 listopada, a trzy dni później siły Osi wycofały się z Agedabii i wróciły do Mersa Brega. Podczas wycofywania się do Mersa Brega wojska niemiecko-włoskie napotkały na wiele trudności, w tym brytyjską przewagę w powietrzu. Samoloty RAF-u atakowały kolumny wojsk Osi na zatłoczonych drogach wzdłuż wybrzeża i pozbawione paliwa. Aby opóźnić natarcie brytyjskie, saperzy zakładali miny w rejonie Mersa Brega; w okolicy wkopano w ziemię także stalowe hełmy w celu wprowadzenia w błąd brytyjskich wykrywaczy min.
Przez większość czasu trwania pościgu do El Agheila Brytyjczycy nie byli pewni co do zamiarów Rommla. We wcześniejszych kampaniach nie raz zostali złapani w pułapkę przez wroga, który przyciągał ich na swoje pozycje, a następnie kontratakował. Montgomery zamierzał podnieść morale swojej armii poprzez zerwanie z retoryką towarzyszącą dotychczasowym porażkom i odwrotom, a brytyjska 1 Dywizja Pancerna i nowozelandzka 2 Dywizja Piechoty były trzymane w Bardiji, odpoczywając i zapewniając możliwość obrony przed ewentualnymi kontratakami wroga. Pomimo obaw Rommla o okrążenie jego wojsk przez szybki aliancki atak na Cyrenajkę, Montgomery był świadomy, że rozległe i izolowane siły mogą być równie narażone na zniszczenie, tak jak na początku 1941 r. i na początku 1942 r., kiedy siły zwiadowcze złożone z samochodów pancernych zostały wysłane naprzód, a następnie opóźnione przez podmokły grunt. Wywiad wojskowy poinformował 8 Armię, że Panzerarmee została praktycznie unieruchomiona z powodu braku paliwa, co skłoniło Montgomery’ego do wysłania większych sił do pościgu. Słysząc o obecności wrogich oddziałów zwiadowczych, Rommel przesunął linię docelową odwrotu do Bengazi.

## Preludium

### Siły Osi
W ciągu osiemnastu dni, jakie upłynęły od ewakuacji Agedabii 23 listopada a rozpoczęciem bitwy pod El Agheila 11 grudnia Rommel toczył spory ze swoimi politycznymi i wojskowymi zwierzchnikami oraz zaangażował się w bezowocne sprzeczki z Hitlerem, Hermannem Göringiem, gen. Albertem Kesselringiem, włoskim szefem sztabu w Comando Supremo gen. Ugo Cavallero i gubernatorem Libii, gen. Ettore Bastico. Rommel chciał jak najszybciej wycofać się do Tunisu, lecz pozostali chcieli, aby stanął na linii El Agheila – Mersa Brega. Benito Mussolini nakazał Rommlowi stanąć na linii El Agheila w obronie kolonialnej włoskiej Trypolitanii, co w pełni poparł Hitler, który nakazał, aby El Agheila została utrzymana „w każdych okolicznościach”.
Chociaż pozycja El Agheila była naturalnie silna, otoczona solnymi bagnami, miękkim piaskiem lub skalistym podłożem, ograniczając zdolność pojazdów do manewrowania, Rommel ocenił, że byłby w stanie utrzymać tę pozycję tylko wtedy, gdyby otrzymał artylerię i czołgi oraz jeśli Luftwaffe zostałaby wzmocniona, a jej zapasy paliwa i amunicji przywrócone. Do tego czasu wszyscy dostępni ludzie i sprzęt musieliby zostać skierowani do Tunisu, zwłaszcza po alianckich desantach w ramach operacji Torch, aby zapobiec upadkowi Tunezji pod alianckim naporem z Algierii. Do czasu wizyty Rommla w Berlinie na początku grudnia Mussolini i Hitler zaakceptowali faktyczną sytuację i zgodzili się na przygotowania do odwrotu w kierunku Buerat, około 250 km na zachód i do 3 grudnia niezmechanizowana piechota włoska faktycznie rozpoczęła wycofywanie się.

### Siły brytyjskie
Brytyjczycy musieli zaopatrywać swoje siły z Egiptu do Agedabii. Zapasy można było przetransportować koleją na dystansie 710 km z Aleksandrii do Tobruku. Dystans 630 km z Tobruku do Agedabii był nieco krótszy, ale zapasy musiały być transportowane drogami Via Balbia lub drogą morską do Bengazi, a następnie lądem do Agedabii. 26 listopada X Korpus gen. Briana Horrocksa został przeniesiony do rezerwy, a XXX Korpus gen. Olivera Leese’aa przejął linię frontu 8 Armii z 7 Dywizją Pancerną gen. Johna Hardinga, 51 Dywizją Górską gen. Douglasa Wimberlaya i nowozelandzką 2 Dywizją Piechoty gen. Bernarda Freybega. Pod koniec listopada Montgomery planował, że nowozelandzka 2 Dywizja z 4 Lekką Brygadą Pancerną na czele rozpocznie 13 grudnia szeroki manewr oskrzydlający. Manewr miał być zamaskowany przez bombardowania i pozorowane ataki piechoty na przednie pozycje Panzerarmee, które miały się rozpocząć w nocy z 11 na 12 grudnia, aby odwrócić uwagę wroga. Frontalny atak 51 Dywizji Górskiej na wybrzeżu i 7 Dywizji Pancernej w głębi lądu po ich lewej stronie miał się rozpocząć w nocy 16–17 grudnia, gdy Nowozelandczycy znajdą się za pozycjami Osi.

## Bitwa
Sytuacja zaopatrzeniowa Rommla nie uległa poprawie: choć Tunezja nadal była traktowana priorytetowo dla dostaw, spośród statków, które zostały wysłane do Trypolisu w celu zaopatrzenia Afrika Korps w listopadzie trzy czwarte zostało zniszczone. Rommlowi brakowało ludzi i sprzętu oraz paliwa i amunicji. Jego zamierzoną intencją było zatem wytrwanie jak najdłużej, ale w końcu wycofanie się w obliczu silnej presji ze strony wroga. Kiedy 11 grudnia rozpoczęły się wstępne ataki, Rommel uznał to za początek ofensywy 8 Armii i rozpoczął odwrót. Do rana 12 grudnia patrole wykryły, że pozycje sił Osi zaczynają się kurczyć. W odpowiedzi Montgomery nakazał dywizji nowozelandzkiej natychmiastowe przeniesienie się i przeniósł główny atak do nocy z 14 na 15 grudnia. Do wieczora 12 grudnia wycofanie się wojsk niemiecko-włoskich było już w toku, z wyjątkiem niektórych jednostek, które zajmowały się wydobyciem.
13 grudnia samoloty zwiadowcze Osi odkryły ok. 300 pojazdów na północ od oazy Marada 121 km na południe od El Agheila (kolumna nowozelandzka), co oznaczało, że wojskom niemiecko-włoskim groziło niebezpieczeństwo oskrzydlenia. Rommel chciał wysłać pozostałe mu jeszcze siły pancerne do tej bitwy, ale powstrzymał go brak paliwa, więc nakazał kontynuowanie odwrotu. Atak 7 Dywizji Pancernej został odparty w akcji rewanżowej włoskiej Dywizji Ariete. W swoim dzienniku Rommel napisał: 

Późnym rankiem nadciągające siły wroga rozpoczęły atak na Grupę Bojową Ariete, która znajdowała się na południowy zachód od El Agheili, z prawą flanką spoczywającą na Sebcha Chebira, a lewą łączącą się z 90 Dywizją Lekką. Ciężkie walki toczyły się z 80 brytyjskimi czołgami i trwały prawie dziesięć godzin. Włosi stoczyli wspaniałą walkę, za którą zasłużyli na najwyższe uznanie. W końcu wieczorem Brytyjczycy zostali odrzuceni przez kontratak pułku pancernego z Dywizji Centauro, który pozostawił 22 nieprzyjacielskie czołgi i 2 samochody pancerne spalone lub uszkodzone na polu bitwy. Brytyjski zamiar odcięcia 90 Dywizji Lekkiej został udaremniony.

Zmiana planu 8 Armii nadeszła za późno i kiedy 15 grudnia dywizja nowozelandzka zakończyła manewr oskrzydlający, rozproszyła się po trudnym terenie i pozostało jej tylko 17 czołgów. Znalazła 15 Dywizję Pancerną na skarpie, strzegącą drogi przybrzeżnej, a 6 Brygadzie Nowozelandzkiej, dalej na zachód, rozkazano uformować blok na drodze przybrzeżnej, podczas gdy 5 Brygada chroniła dywizyjne pojazdy dostawcze i transportowe. W nocy z 15 na 16 grudnia większość pozostałych elementów Panzerarmee Afrika była w stanie wycofać się w kierunku Nofaliya, poruszając się małymi, szybkimi kolumnami przez szczeliny w rozproszonych jednostkach nowozelandzkich, pod osłoną ciemności. 18 grudnia w Nofaliya (160 km na zachód od El Agheila) miały miejsce krótkotrwałe, ale zacięte walki, które zakończyły bitwę pod El Agheila.

## Następstwa

### Analiza
Po bitwie Rommel skomentował, że doświadczenie powinno było powiedzieć Montgomery’emu, że istnieje spora szansa na to, że: 

nie zaakceptujemy tej bitwy. Nie powinien zatem zacząć bombardować naszych punktów umocnionych i atakować naszej linii, dopóki jego oddziały oskrzydlające nie zakończą ruchu i nie będą w stanie posuwać się naprzód drogą wzdłuż wybrzeża w skoordynowanym czasie z atakiem frontalnym.

### Straty
W 1966 r. brytyjski historyk Ian Playfair podał szacunkową liczbę 450 jeńców Osi wziętych przez wojska alianckie w tej bitwie, a także 25 dział i 18 czołgów zniszczonych od 13 do 17 grudnia. W 1962 r. William Stevens, oficjalny historyk Nowej Zelandii, oszacował straty nowozelandzkiej 2 Dywizji Piechoty na 11 zabitych, 29 rannych i 8 pojmanych.

### Późniejsze operacje
Rommel planował obronić lukę Gabesa w Tunezji, na wschód od przedwojennej francuskiej linii Mareth, trzymając port Buerat, podczas gdy 5 Armia Pancerna gen. Hansa Jürgena von Arnima już w Tunezji stawiła czoła aliantom jako 1 Armia. Front znajdował się 640 km od Tobruku i przy takich trudnościach z zaopatrzeniem 8 Armia nie była w stanie wykorzystać wszystkich swoich jednostek. Buerat nie było silnie bronione i pomimo stanu sił Osi, Montgomery zatrzymał się do 16 stycznia 1943 r., kiedy 8 Armia miała przewagę 4:1 w piechocie i przewagę 7,5:1 w czołgach. Bombardowania rozpoczęły się 12 stycznia, a XXX Korpus zaatakował 15 stycznia, wybierając drogę wzdłuż wybrzeża, przez pola minowe i miny-pułapki. Nowozelandczycy oraz 7 Dywizja Pancerna przemieściły się w głąb lądu przez Tarhunę, a zaopatrzenie zapewniały Royal Army Service Corps i New Zeland Army Service Corps, a operacja zależała od szybkiego przejęcia portu. Rommel wycofał się 15 stycznia i do 19 stycznia opuścił Trypolis po zniszczeniu instalacji portowych. Oddziały Osi przeprowadzały następnie działania opóźniające w Tunezji. 7 Dywizja Pancerna wkroczyła do Trypolisu w nocy z 22 na 23 stycznia, a Panzerarmee dotarła do linii Mareth, kolejne 320 km na zachód, 23 stycznia.